# Великое наводнение (1993)
Великое наводнение 1993 года (англ. Great Flood of 1993) — наводнение, произошедшее на Среднем Западе США, вдоль рек Миссисипи и Миссури и их притоков, с апреля по октябрь 1993 года. Наводнение стало одним из самых разрушительных наводнений, когда-либо случавшихся в Соединенных Штатах со времён Великого наводнения на Миссисипи в 1927 году.
Причиной наводнения, по заявлению ряда экспертов, стали избыточные ядра конденсации облаков, образовавшиеся в результате извержения вулкана Пинатубо на филиппинском острове Лусон в 1991 году. Летом 1992 года количество выпадающих осадков стало заметно превышать норму и привело к увеличению влажности почв и уровня водохранилищ в бассейнах рек Миссури и Верхней Миссисипи. Данные погодные условия сохранялась последовавшую осень, а затем усугубились сильным снегопадом зимой 1992—1993 годов. В период с 1 апреля по 31 августа 1993 года, количество осадков, выпавших в данном регионе, превысило норму на 400—750 %. Гидрографический бассейн затронул территорию около 830 000 км². Особенно сильно пострадали восточная Айова, Миссури и Иллинойс. Судоходство по рекам Миссисипи и Миссури было закрыто с начала июля, что привело к крупным торговым убыткам. 7 октября, спустя 103 дня после начала наводнения, река Миссисипи опустилась ниже уровня паводка.
В отчетах 1994 года число жертв наводнения было указано в размере 38 человек, а к 1996 году этот показатель был пересмотрен до 50. Общий ущерб от наводнения составил 15 миллиардов долларов (что эквивалентно 22-29 миллиардам долларов в 2022 году).